# Аквилий (трибун 286 пр.н.е.)
Аквилий (на латински: Aquillius) е политик на Римската република през началото на 3 век пр.н.е. Произлиза от плебейския клон на патрицианската стара фамилия Аквилии.
През 286 пр.н.е. той е народен трибун. Издава закона Lex Aquilia за обезщетение при увреждане на собственост. Консули са Марк Валерий Максим Поцит и Гай Елий Пет.